# Саманта Бентли
Саманта Бентли (англ. Samantha Bentley), урождённая Саманта Макэван (англ. Samantha McEwan; род. 8 октября 1987, Южный Лондон) — английская порноактриса.

## Карьера
Саманта начинала карьеру как фотомодель в возрасте 18—19 лет, появившись на «третьей странице» таблоида The Sun. Изучала в колледже дизайн, работая параллельно танцовщицей в стрип-клубах, в порноиндустрию пришла по совету своего бывшего парня. Начинала снимать любительские фильмы, в возрасте 20 лет взяла псевдоним «Саманта Би», отказавшись от первого варианта «Pixie May».
Начиная с 2011 года, Саманта Бентли снялась в 110 порнофильмах. Изначально она снималась только в лесбийских сценах: первый порнофильм с участием Саманты был снят в Будапеште компанией 21Sextury при участии приглашённой чешской порноактрисы (Саманте было 22 года). Первым партнёром по порнофильму стал Иан Тейт (студия Harmony Films). В августе 2015 она стала «Киской месяца» журнала «Penthouse».

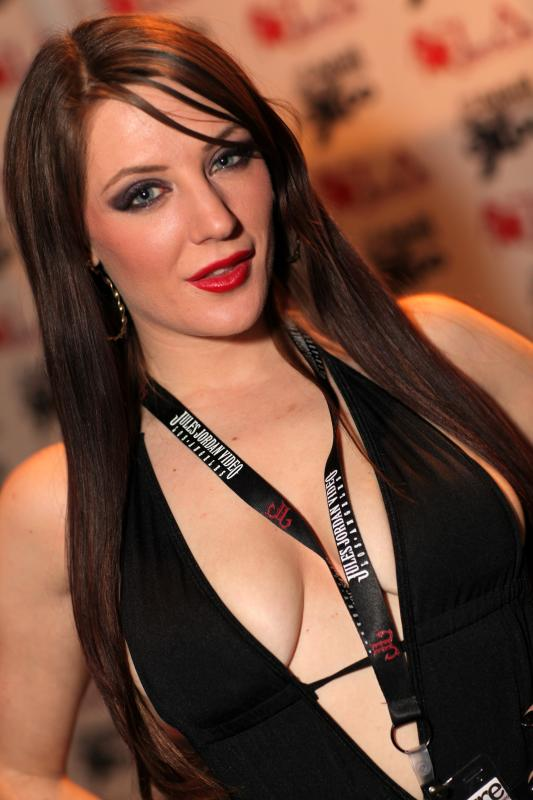
Бентли на AVN Expo, Hard Rock Hotel & Casino, Лас-Вегас, 2013 год

## Вне карьеры

### Кинематограф
Саманта Бентли в 2014—2015 годах снялась в роли проститутки в 3 эпизодах телесериала «Игра престолов» под реальным именем и фамилией. Её дебют состоялся в 4-м сезоне сериала в сцене с Давосом Сивортом (Лиам Каннингэм), а в апреле 2015 года было объявлено о съёмках Бентли в пятом сезоне. Также она снялась в клипе рэпера Wiz Khalifa и в фильме «Взгляд любви».

### Журналистика
19 августа 2014 года в журнале Cosmopolitan вышла статья о порнобизнесе, в которой на вопросы читателей отвечала и Саманта. С 7 февраля 2016 года Саманта ведёт блог в газете The Huffington Post под названием «Women Against Feminism — A Pornstar’s Point of View», в котором не раз осуждала феминисток как пытающихся опозорить порноактрис. В настоящее время Саманта сотрудничает с «Jerrick Media».

### Иная деятельность
Саманта работает диджеем в клубах, выступив впервые 16 апреля 2015 года на вечеринке Total Uprawr в лондонском боро Камден. Увлекается игрой на фортепиано, является дипломированным инструктором по йоге.
13 января 2016 года перед российским посольством Саманта выступила с призывом к Роскосмосу не отправлять обезьян на Марс в рамках грядущей экспедиции 2017 года: в рамках акции протеста организации по защите прав животных PETA Саманта разделась, предварительно разрисовав своё лицо под обезьяну и надев разбитый космический шлем, и легла в лужу бутафорской крови.

### Семья
Замужем. 8 января 2019 года родила сына.

## Избранная фильмография
| Год       |   | Русское название | Оригинальное название | Роль        |
| --------- | - | ---------------- | --------------------- | ----------- |
| 2014—2015 | с | Игра престолов   | Game of Thrones       | проститутка |

## Награды и номинации
| Год  | Награда            | Категория                                            | Работа                          | Результат |
| ---- | ------------------ | ---------------------------------------------------- | ------------------------------- | --------- |
| 2013 | Paul Raymond Award | Британская модель года                               |                                 | Победа    |
| 2013 | Paul Raymond Award | Исполнительница года                                 |                                 | Победа    |
| 2013 | SHAFTA Award       | Лучшая новая старлетка                               |                                 | Номинация |
| 2013 | UKAP Award         | Лучшая исполнительница                               |                                 | Победа    |
| 2013 | AVN Awards         | Лучшее лесбийское порно                              | Brooklyn Lee: Nymphomaniac      | Победа    |
| 2014 | AVN Awards         | Лучшая исполнительница года                          |                                 | Номинация |
| 2014 | XBIZ Award         | Лучшая иностранная исполнительница года              |                                 | Номинация |
| 2014 | Paul Raymond Award | Исполнительница года                                 |                                 | Победа    |
| 2015 | Paul Raymond Award | Девушка года с обложки журнала "Только для мужчин"   |                                 | Победа    |
| 2015 | AVN Awards         | Лучшая сцена с зарубежными актёрами                  | Rocco’s Perfect Slaves 2        | Победа    |
| 2015 | AVN Awards         | Лучшая исполнительница года                          |                                 | Номинация |
| 2015 | XBIZ Award         | Лучшая иностранная исполнительница года              |                                 | Номинация |
| 2015 | UKAR Award         | Твоя избранница года                                 |                                 | Победа    |
| 2016 | AVN Awards         | Лучшая сцена с зарубежными актёрами                  | Pretty Little Playthings        | Номинация |
| 2016 | AVN Awards         | Лучшая исполнительница года                          |                                 | Номинация |
| 2016 | XBIZ Award         | Лучшая иностранная исполнительница года              |                                 | Номинация |
| 2016 | SHAFTA Award       | Исполнительница года                                 |                                 | Номинация |
| 2016 | Paul Raymond Award | Лучший девичий дуэт                                  | Escort magazine                 | Номинация |
| 2016 | Paul Raymond Award | Девушка года с обложки журнала "Только для мужчин"   |                                 | Номинация |
| 2016 | Paul Raymond Award | Девушка с обложки эскорта года                       |                                 | Номинация |
| 2016 | Paul Raymond Award | Девушка года PRP                                     |                                 | Номинация |
| 2016 | Paul Raymond Award | Фильм года для взрослых                              | Hard In Love                    | Победа    |
| 2016 | UKAR Award         | Твоя избранница года                                 |                                 | Номинация |
| 2017 | AVN Awards         | Лучшая иностранная исполнительница года              |                                 | Номинация |
| 2017 | AVN Awards         | Лучшая сексуальная сцена в зарубежной постановке     | Rocco's Italian Porn Bootcamp 2 | Номинация |
| 2017 | AVN Awards         | Звезда мейнстрима года                               |                                 | Номинация |
| 2017 | AVN Awards         | Лучшая актриса                                       | Hard In Love                    | Номинация |
| 2017 | AVN Awards         | Лучшая маркетинговая кампания для отдельного проекта | Hard In Love                    | Номинация |
| 2017 | XBIZ Award         | Лучшая иностранная исполнительница года              |                                 | Номинация |
| 2017 | XBIZ Award         | Лучшая актерская лесбийская сцена                    | Hard In Love 2                  | Номинация |
| 2017 | XBIZ Award         | Лучшая лесбийская сцена                              | Hard In Love 1                  | Номинация |
| 2017 | XBIZ Award         | Лучшая лесбийская сцена                              | Hard In Love 2                  | Номинация |